# Stomu Takeishi
Stomu Takeishi (Mito, 1964 –) japán dzsesszzenész, basszusgitáros. Öthúros akusztikus basszusgitárt is használ.

## Pályafutása
Takeishi pályáját kotojátékosként kezdte. 1983-ban az Amerikai Egyesült Államokba költözött, hogy a bostoni Berklee College of Music-ra járjon. 1986-ban megszerezte a diplomát, és Manhattanbe költözött, ahol folytatta tanulmányait.
Az 1990-es években New Yorkban basszusgitárosként tűnt fel. A kritikusok is felfigyeltek érdekes játékára. Számos nemzetközi dzsesszfesztiválon játszott. Gyakran lép fel New Yorkban, valamint az Egyesült Államok más városaiban és Európa jelentős helyszínein.
Fellépett és/vagy felvételt készített Don Cherry-vel, Henry Threadgillel, Pat Metheny-vel, Bill Frisellel, Butch Morrisszal, Dave Liebmannel, Randy Breckerrel, Wynton Marsalisszal, Paul Motiannal, Myra Melforddal, ér másokkal. Takeishi más együttesekben is játszik testvérével, Satoshi Takeishi ütőhangszeressel. Ők ketten együttműködtek együtt egészen addig, amíg Satoshi az 1990-es években New Yorkba nem költözött.
2009-ben a Down Beat kritikusai Takeishit Rising Starnak szavazták meg.

## Lemezválogatás
- Paul Motian and the Electric Bebop Band (993)
- Ned Rothenberg / Tony Buck / Stomu Takeishi with Tronzo – The Fell Clutch (2005–6)
- Henry Threadgill & Make a Move: Everybodys Mouth’s a Book (2001)
- Henry Threadgill This Brings Us to Volume 1 (2009)
- Myra Melford’s Be Bread The Whole Tree Gone (Cuong Vu, Ben Goldberg, Brandon Ross, Matt Wilson; 2010)
- Taylor Ho Bynum 9-tette: The Ambiguity Manifesto (2019)
- Stephanie Richards: Supersense (2020)

### Myra Melforddal
- Dance Beyond the Color (2000)
- Where the Two Worlds Touch (2004)
- The Image of Your Body (2006)
- The Whole Tree Gone (2010)
- Snowy Egret (2015)
- The Other Side of Air (2018)

## Fordítás
- Ez a szócikk részben vagy egészben  a   Stomu Takeishi című angol Wikipédia-szócikk ezen változatának fordításán alapul.  Az eredeti cikk szerkesztőit annak laptörténete sorolja fel. Ez a jelzés csupán a megfogalmazás eredetét és a szerzői jogokat jelzi, nem szolgál a cikkben szereplő információk forrásmegjelöléseként.